# Liste der Christlichen Archäologen an der Universität Münster
In der Liste der Christlichen Archäologen an der Universität Münster werden alle Hochschullehrer gesammelt, die an der Universität Münster, ehemals Westfälischen Wilhelms-Universität, das Fach Christliche Archäologie lehrten und lehren.
Die Christliche Archäologie ist an der Universität Münster in drei Fakultäten vertreten. Als erstes wurde 1912 an der Katholisch-theologischen Fakultät ein Extraordinat für Allgemeine Religionsgeschichte und Vergleichende Religionswissenschaft, aus dem 1918 der Lehrstuhl für Alte Kirchengeschichte, Christliche Archäologie und Allgemeine Religionsgeschichte wurde. Erster Inhaber dieser Professuren war Franz Joseph Dölger. Der Lehrstuhl besteht bis heute, doch die meisten Inhaber beschäftigen sich nur mit den kirchenhistorischen Aspekten des Lehrstuhls. Seit 1947 wird das Fach auch an der Evangelisch-theologischen Fakultät in Verbindung mit der Älteren Kirchengeschichte gelehrt, allerdings meist nur durch Lehrbeauftragte oder Dozenten vertreten. Einzig Peter Maser lehrte ab 1993 für 15 Jahre als außerplanmäßiger Professor. In der Philosophischen Fakultät wurde 1962 im Rahmen des Instituts für Klassische Archäologie eine Professur für Klassische Archäologie mit besonderer Berücksichtigung der Spätantike eingerichtet und erstmals durch Josef Fink vertreten. Während der Amtszeit seines Nachfolgers Hugo Brandenburg wurde 1993 Frühchristliche Archäologie zu einem selbstständigen Studienfach, seit 1997 als Spätantike/Frühchristliche Archäologie. Besonders zwischen der Evangelisch-theologischen  und der Philosophischen Fakultät gibt es eine enge Zusammenarbeit, die auch vertraglich geregelt ist. Nach der Pensionierung von Dieter Korol 2017 wurde die Professur gestrichen.
Im Jahr 2005 wurde das Archäologische Seminar und Museum in Institut für Klassische Archäologie und Frühchristliche Archäologie/Archäologisches Museum und im Jahr 2013 in Institut für Klassische Archäologie und Christliche Archäologie/Archäologisches Museum umbenannt.
Angegeben ist in der ersten Spalte der Name der Person und ihre Lebensdaten, in der zweiten Spalte wird der Eintritt in die Universität angegeben, in der dritten Spalte das Ausscheiden. Spalte vier nennt die höchste an der Universität Münster erreichte Position. An anderen Universitäten kann der entsprechende Dozent eine noch weitergehende wissenschaftliche Karriere gemacht haben. Die nächste Spalte nennt Besonderheiten, den Werdegang oder andere Angaben in Bezug auf die Universität oder das Institut. In der letzten Spalte werden Bilder der Dozenten gezeigt.
| Wissenschaftler                 | von  | bis  | Funktionen                 | Bemerkungen | Bild |
| ------------------------------- | ---- | ---- | -------------------------- | --- | ---- |
| Franz Joseph Dölger (1879–1940) | 1912 | 1927 | Ordinarius                 | 1912 Außerordentlicher Professor für Allgemeine Religionsgeschichte und Vergleichende Religionswissenschaft, 1918 Ordinarius für Alte Kirchengeschichte, Christliche Archäologie und Allgemeine Religionsgeschichte (Katholisch-theologische Fakultät) |      |
| Adolf Rücker (1880–1948)        | 1928 | 1948 | Ordinarius                 | 1923 Ordinarius für Kunde des christlichen Orients, 1927 um einen Lehrauftrag für Alte Kirchengeschichte, Christliche Archäologie, Patrologie und Dogmengeschichte erweitert (Katholisch-theologische Fakultät)                                        |      |
| Josef Fink (1912–1984)          | 1949 | 1977 | Professor                  | 1951 Habilitation, 1958 Außerplanmäßiger Professor, 1962 Wissenschaftlicher Rat und beamteter Professor für Klassische Archäologie mit besonderer Berücksichtigung der Spätantike (Philosophische Fakultät)                                            |      |
| Bernhard Kötting (1910–1996)    | 1951 | 1978 | Ordinarius                 | Inhaber des Lehrstuhls Alte Kirchengeschichte, Christliche Archäologie und Patrologie (Katholisch-theologische Fakultät), zweimaliger Rektor der Universität Münster                                                                                   |      |
| Peter Maser (* 1943)            | 1980 | 2008 | Außerplanmäßiger Professor | 1980 Lehrbeauftragter, 1993 Außerplanmäßiger Professor (Evangelisch-theologische Fakultät) |      |
| Hugo Brandenburg (1929–2022)    | 1982 | 1996 | Professor                  | Nachfolger Finks; C 3-Professor für Klassische Archäologie mit besonderer Berücksichtigung der Spätantike (Philosophische Fakultät) |      |
| Dieter Korol (* 1951)           | 1996 | 2017 | Professor                  | Nachfolger Brandenburgs; C 3-Professor für Spätantike / Frühchristliche Archäologie (Philosophische Fakultät) |      |
| Pamela Bonnekoh (* 1978)        | 2016 |      | Akademische Rätin          | Einzige Vertreterin des Faches nach der Streichung der Professur (Philosophische Fakultät) |      |

Professur für Frühchristliche Archäologie
- 1962–1977 Josef Fink
- 1982–1996 Hugo Brandenburg
- 1996–2017 Dieter Korol